# Llorenç Gómez
Pour les articles homonymes, voir Llorenç.
Llorenç Gomez, né le 3 novembre 1991 à Sant Cugat del Vallès, est un joueur de football de plage international espagnol.
Il est catalan et supporter du RCD Espanyol.
Llorenç est un joueur fin, élégant et intelligent, mais il sait aussi se sacrifier. Autant de qualités qu'il a développées avant de découvrir le beach soccer.

## Biographie
Llorenç Gomez joue au football sur le côté gauche à Gimnàstic de Tarragona au moment où il se blesse au genou. Après l'opération, on lui conseille de jouer au beach soccer pour sa rééducation. Il découvre un sport qui lui plait et poursuit dans le club de son village, Torredembarra. Il est ensuite sélectionné en équipe de Catalogne et c'est là que Joaquín Alonso, sélectionneur de l'équipe d'Espagne, le repère,.
En 2011, Llorenç est convoqué pour la première fois en équipe d'Espagne de beach soccer pour participer à la seconde phase du Championnat d'Europe.
En 2012, Llorenç fonde le Torredembarra Beach Soccer Club avec sa famille tout en entrainant une équipe de jeune à l'Unió Deportiva Torredembarra de Futbol. Pour la première édition du Championnat d'Espagne, Llorenç est champion avec le Gimnàstic de Tarragona. Il inscrit en premier son nom au tableau d'honneur en terminant meilleur joueur et meilleur buteur (18 buts).
En 2013, après avoir remporté le BSWW Mundialito dont il termine meilleur buteur en étant le plus jeune joueur de l'équipe d'Espagne, Llorenç perd en finale de la Coupe du monde contre la Russie. Lors de la compétition, il porte le numéro 10, laissé libre à la suite de la retraite de Ramiro Amarelle qu'il considère comme son maitre. Par la suite il est invité par le RCD Espanyol à son stade où il s'entretient avec le président du club qui le félicite pour sa performance lors du Mondial. Il assiste à la victoire 4-2 contre Valladolid en Liga BBVA.

## Palmarès

### Individuel
Meilleur joueur du Championnat d'Espagne en 2012
Meilleur buteur du 
- Championnat d'Espagne en 2012
- BSWW Mundialito en 2013
- Championnat d'Europe 2014

### En sélection
| Compétitions mondiales                                                         | Compétitions continentales                                         |
| ------------------------------------------------------------------------------ | ------------------------------------------------------------------ |
| - Coupe du monde - Finaliste en 2013 - BSWW Mundialito (1) - Vainqueur en 2013 | - Tournoi qualificatif à la Coupe du monde (1) - Vainqueur en 2013 |

### En club
Gimnàstic de Tarragona
- Champion d'Espagne en 2012